# Бёртон, Клифф
Кли́ффорд Ли (Клифф) Бёртон (англ. Clifford Lee Burton, Cliff Burton; 10 февраля 1962 — 27 сентября 1986) — американский музыкант, второй бас-гитарист рок-группы Metallica. В 2011 году признан одним из лучших бас-гитаристов всех времен согласно опросу, проведенному журналом Rolling Stone. Редакция же этого журнала поместила Бёртона на 25-е место в списке лучших басистов всех времён.

## Биография

### Ранние годы
Клиффорд Ли Бёртон родился 10 февраля 1962 года в городе Кастро-Валли в Калифорнии, в семье Рэя и Джанет Бёртон. В возрасте 6 лет начал играть на фортепиано. В 1976 году, когда ему было 13, от аневризмы сосудов головного мозга скончался его старший брат Скотт, который хорошо играл на бас-гитаре. Клифф, тяжело переживавший его смерть, поклялся стать лучшим бас-гитаристом, и начал учиться игре на бас-гитаре у местного учителя. И если ранее Клифф уделял игре на фортепиано два часа, то бас-гитаре не менее шести часов в день (даже после присоединения к Metallica, и обретения культового статуса).
В школе Бёртон организовал первую группу, называвшуюся EZ Street, в которую, помимо него, вошли будущие участники группы Faith No More — гитарист Джим Мартин и барабанщик Майк Бордин. Вместе с Мартином Бёртон продолжил обучение в колледже Chabot College в Хейварде (Калифорния).

### Включение в Metallica
Члены группы Metallica искали замену басисту Рону Макговни, который отказался от продолжения музыкальной деятельности в группе. В соответствии с информацией к альбому Garage Inc., Джеймс Хетфилд и Ларс Ульрих посетили концерт группы Trauma (в которой тогда играл Бёртон) и услышали потрясшее их тогда гитарное соло. Заметив, что соло (это было знаменитое (Anesthesia) Pulling Teeth) играет не гитарист, а басист, остальные члены Metallica решили, что Клифф им идеально подходит.
После концерта Джеймс и Ларс подошли к нему и сказали, что слышали его соло и хотят, чтобы он стал их бас-гитаристом. Клифф долго не соглашался, так как не хотел переезжать в Лос-Анджелес, но потом всё-таки согласился, однако с условием того, что Metallica переедет из Лос-Анджелеса к нему в Сан-Франциско. Он считал, что музыкальная сцена Лос-Анджелеса не совсем естественная и нормальная, в частности потому, что Лос-Анджелес был центром столь недолюбливаемого Бёртоном глэм-метала.
Первое выступление Бёртона в составе Metallica произошло 19 марта 1983 года в клубе «The Stone» в Сан-Франциско.
Чуть позже, уже во время записи Ride The Lightning, Клифф начал обучать товарищей музыкальной теории. Показывал, как совмещать тяжёлый метал с мелодикой и знакомил с творчеством других исполнителей, таких как Yes, R.E.M., Кейт Буш и горячо любимых им Misfits. Клифф очень часто таскал маленькую акустическую гитару, на которой наигрывал гармонии. Именно таким образом появилось интро к «Fight Fire With Fire», которое было вдохновлено Minuet In G and G Minor Баха. Вообще, почти все песни (за исключением Trapped Under Ice и Escape) в альбоме также авторства Клиффа. Именно на Ride The Lightning больше всего проявилось его мастерство басиста и композитора. Самыми значимыми его работами на этом альбоме можно по праву назвать «For Whom The Bell Tolls», которая начинается с его искажённого басового риффа, и «The Call of Ktulu». Изначально эта композиция была написана Дэйвом Мастейном и носила название «When Hell Freezes Over». По легенде, в 3 часа ночи Клифф наигрывал одну басовую партию, которую позже внедрил в песню. Позже он изменил название, будучи огромным поклонником творчества Г. Ф. Лавкрафта. Композиция осталась инструментальной, потому что, по слухам, Клифф боялся разбудить Ктулху, и поэтому изменил слово «Cthulhu» на «Ktulu», так как упоминание, письменное или устное, может призвать чудище.

### Смерть
Накануне, Кирк Хэмметт: «Трудно забыть, ведь это был первый концерт, когда Джеймс после перенесённой травмы вновь взялся за гитару. Взял гитару в руки и был готов выйти на бис; кажется, в тот раз он сыграл „Blitzkrieg“. Помню, как наша пятёрка, в том числе и Джон Маршалл, прифигели от того, что Джеймс вернулся к гитаре, что он снова играет и восстанавливает силы после случившегося. Чётко помню, что тот концерт был для нас удачным, уходили со сцены с огромным воодушевлением, на позитиве, с предвкушением чего-то доброго, хорошего. С настроением „Как же классно, что Джеймс снова на гитаре шпарит, скоро мы станем прежней Metallica“. Вот каким был настрой после того последнего клиффовского концерта, и потом грянула эта катастрофа, и полная надежда резко сменилась полётом в глубокую, чёрную яму».
Во время европейского тура в поддержку нового альбома Master of Puppets музыканты были вынуждены спать в неудобных койках своего гастрольного автобуса. Той роковой ночью борьба между членами группы за койку поудобнее решилась колодой карт. Кирк вспоминает, что Клифф вытянул туз пик, посмотрел на него и сказал: «Вот теперь на этом месте сплю я», на что Хэммет ответил: «Хорошо, хорошо! Место твоё, посплю где-нибудь ещё, быть может, там будет даже лучше». Около полуночи их автобус выехал из Стокгольма и направился в Копенгаген.

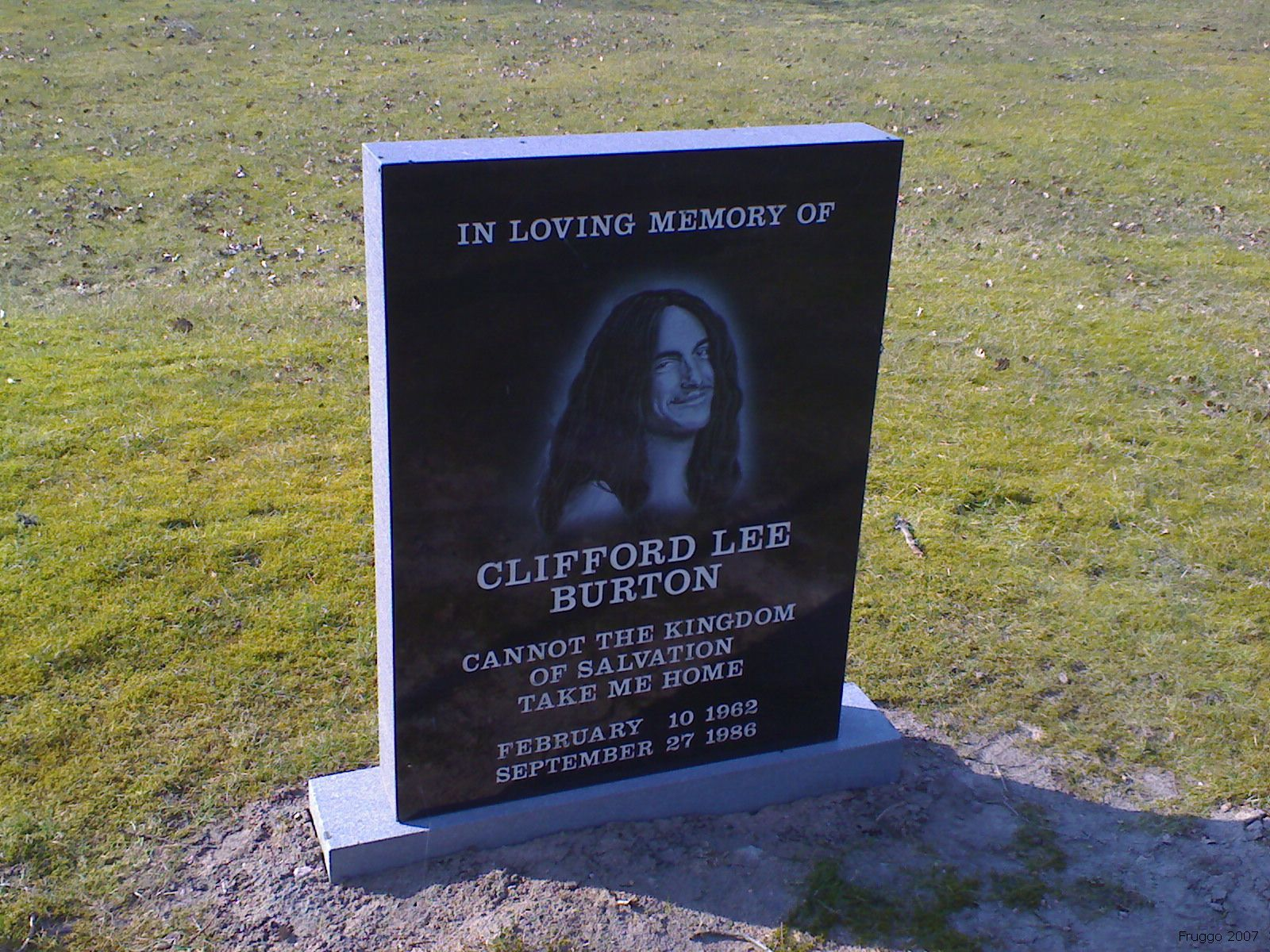
Мемориальный камень Клиффу Бёртону в Швеции

В 7:00 утра водитель не справился с управлением, и автобус после длинного заноса рухнул с насыпи на бок. Клифф во время падения автобуса наполовину вывалился из окна и был задавлен автобусом. По одной версии, он умер мгновенно, а по другой — его придавило автобусом уже после того, как автобус попытались перевернуть и приподнять, однако трос оборвался и автобус рухнул, задавив Бёртона. Сам водитель объяснил это катастрофическое событие тем, что он просто наехал на замёрзшую лужу.
Тело Клиффа было кремировано. Во время этой церемонии играла инструментальная композиция «Orion» из альбома Master of Puppets. Затем Metallica никогда больше не исполняла эту композицию вживую вплоть до концерта в Сан-Франциско 13 ноября 2005 года, где композиция была сыграна наполовину (полную версию они сыграли лишь 3 июня 2006 года в Нюрнберге, Германия). Лишь некоторое время в начале 90-х Джейсон Ньюстед включал часть этой композиции в свою композицию «Master of Puppets Medley». Также после смерти Бёртона Metallica больше не исполняла инструментал (Anesthesia) Pulling Teeth до юбилейного концерта, посвящённого 30-летию группы, когда его исполнил Роберт Трухильо.

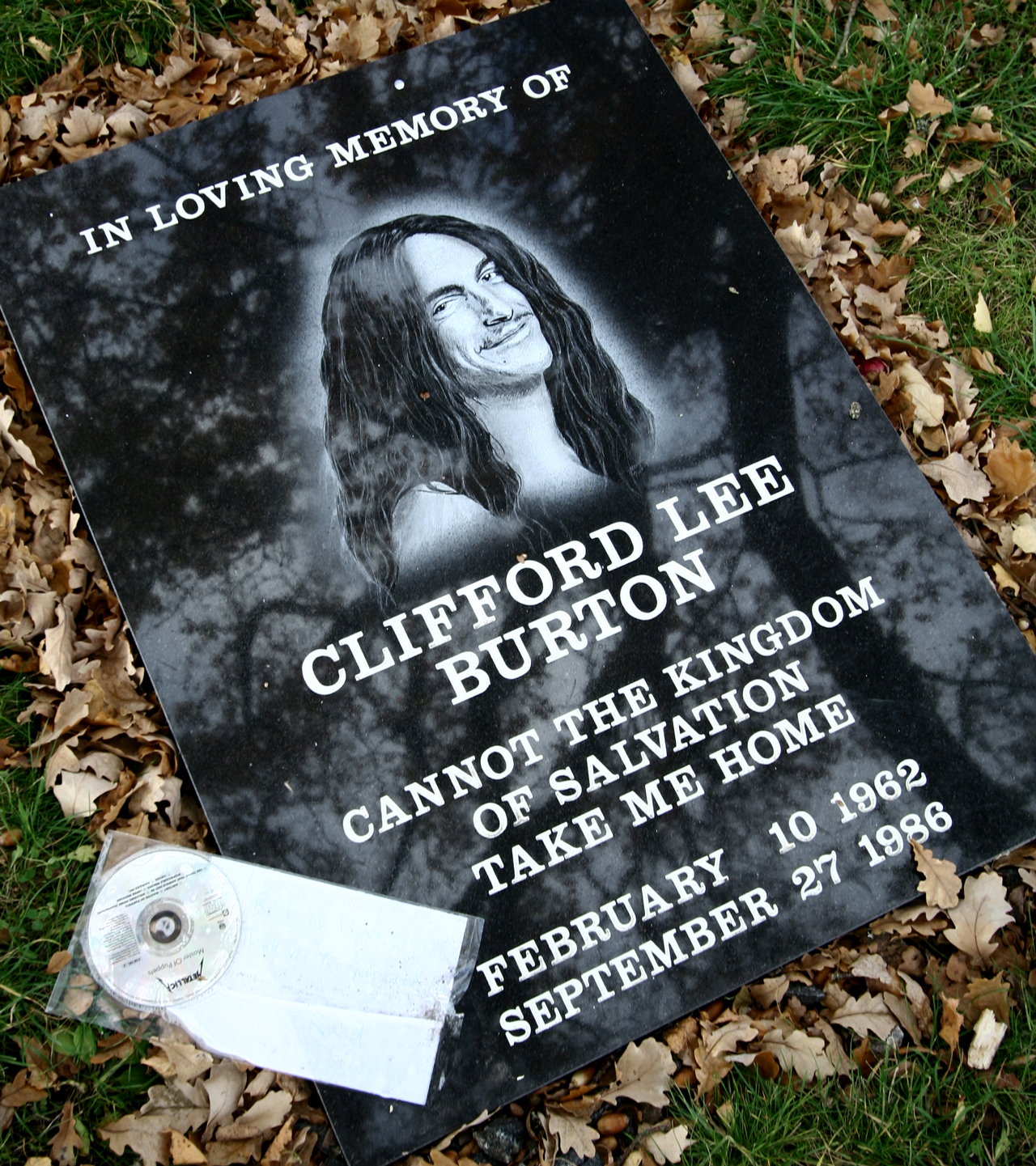

## Преемники
Следующим басистом Metallica стал Джейсон Ньюстед. Ньюстед говорил, что группа так полностью его и не приняла. Джейсон сравнивал свою роль в Metallica с ношением великоватых ботинок, которые достались ему от предыдущего владельца. В 2001 году он ушёл из группы.
Во время записи альбома St. Anger партии бас-гитары исполнил продюсер группы Боб Рок. Вскоре после этого новым басистом Metallica стал Роберт Трухильо, небезызвестный участник групп Suicidal Tendencies, Black Label Society и Ozzy Osbourne. Новый член группы был очень тепло принят. Кирк Хэмметт в одном из интервью подчеркнул, что Роберт, в отличие от Джейсона, играет без помощи медиатора, так же как Клифф.

## Манера игры
Стиль игры Клиффа был весьма разнообразен для трэш-металического басиста, от скоростных и техничных партий до виртуозных и мелодичных соло. Тут сказывается его сильное увлечение классической музыкой (в частности, произведениями Баха) и игрой на пианино в раннем возрасте. Медиатором Бёртон не играл.
Сильное влияние на манеру его игры оказали фронтмен Motorhead Лемми Килмистер, басист и вокалист Rush Гедди Ли, басист Гизер Батлер из Black Sabbath и фронтмен группы Thin Lizzy Фил Лайнотт. Клифф всегда предпочитал классическую четырёхструнную бас-гитару. Во время концертов он обычно играл на инструментах фирмы Rickenbacker, Alembic или Aria.
Также Бёртон обычно играл с эффектом дисторшн (как соло, так и обычные бас-партии). Для соло он использовал эффект wah-wah.

## Влияние
Джеймс Хетфилд отмечает, что Клифф Бёртон оказал огромное влияние на раннюю Metallica. Будучи классическим пианистом, Бёртон широко использовал свои познания в музыкальной теории и обучал им других членов группы.
В одном из интервью Megadeth, когда у Дэйва Мастейна спросили, что он думает об участниках Metallica, Дэйв не скупился слов в адрес бывших товарищей, в частности Кирка Хэммета, занявшего его место. Но свою лепту в популяризацию Клиффа он внёс, назвав того «новым Стивом Харрисом».
Увлечение Клиффа творчеством писателя Лавкрафта отразилось как на обложках группы, так и в названиях («The Call of Ktulu») и текстах («The Thing That Should Not Be») некоторых песен. Также Бёртон привил своим коллегам любовь к группе The Misfits, что впоследствии нашло своё отражении в каверах на песни «Last Caress/Green Hell» и «Die, Die My Darling».
Любимыми группами Клиффа были Thin Lizzy, Aerosmith, Lynyrd Skynyrd, R.E.M., Black Sabbath, Motörhead, Rush, Samhain и The Misfits.

## Посвящения
В 1987 Metallica выпустила документальный фильм Cliff 'Em All, видеоретроспективу пребывания Клиффа в группе.
Песня «In My Darkest Hour» группы Megadeth также посвящена Бёртону. Фронтмен группы Дейв Мастейн, игравший с Metallica в начале творчества группы, был сильно потрясён смертью Клиффа и не мог не посвятить ему хотя бы одну песню. И несмотря на очень плохие отношения с бывшими товарищами, он всё равно считал Клиффа Бёртона очень порядочным человеком, и они продолжали дружить, и Дэйв был крайне опустошён его смертью.
Группа Anthrax посвятила свой альбом Among the Living Клиффу Бёртону. Также группа Metal Church посвятила Клиффу свой альбом The Dark.
На вышедшем в 1988 альбоме группы Metallica ...And Justice for All присутствует композиция «To Live is to Die», которая написана по музыкальным мотивам, придуманным Клиффом незадолго до смерти. Оригинальный текст этой песни (всего два четверостишия) был написан Паулем Герхардтом и взят Бёртоном. Текст прочитан Джеймсом Хетфилдом.
Оригинальный текст песни:

When a man lies he murders

Some part of the world

These are the pale deaths 

Which men miscall their lives
All this I cannot bear

To witness any longer

Cannot the kingdom of salvation

Take me home?

Перевод с английского:

Когда человек лжёт, он убивает 

Какую-то часть мира.

Это бледные смерти,

Которые люди ошибочно называют своими жизнями.
Я не могу больше 

Быть свидетелем всего этого.

Не могут ли небеса

Взять меня к себе?… 

3 октября 2006 года в Швеции недалеко от места автокатастрофы был установлен мемориальный камень.
В июне 2009 года вышла книга «To live is to die. Life and death of Metallica’s Cliff Burton» («Жить значит умирать. Жизнь и смерть Клиффа Бёртона из Metallica»), написанная музыкальным журналистом Джоэлом Макайвером.
В премиальной версии Hardwired…To Self-Destruct есть версия песни «Fade To Black» исполненная в Беркли, Калифорния, во время которого Джэймс Хэтфилд выкрикнул «Can you hear us Cliff?» («Ты слышишь нас, Клифф?»).
В 2018 году Наблюдательный совет округа Аламеда, штат Калифорния, выпустил прокламацию, объявляющую 10 февраля 2018 года (что было бы 56-м днем рождения Бёртона) «Днем Клиффа Бёртона» после того, как петиция фанатов прошла успешно.

## Авторство песен
Бёртон участвовал в сочинении многих песен группы Metallica, включая такие композиции, как «Master of Puppets», «Orion», «(Anesthesia) Pulling Teeth», «For Whom The Bell Tolls», «Fight Fire With Fire», «Damage Inc.», «Fade to Black», «The Call of Ktulu», «Creeping Death».

## Дискография

### Студийные альбомы в составе Metallica
- Kill 'Em All (1983)
- Ride the Lightning (1984)
- Master of Puppets (1986)
- ...And Justice for All: (1988) (посмертно: является соавтором композиции To Live Is To Die:)

### Демо
- No Life 'til Leather (1982) (записан в качестве соавтора песен, но не исполнял партии)
- Megaforce (1983)
- Ride the Lightning (1983)
- Master of Puppets (1985)

### Сборники
- Metal Massacre Vol.II (с группой Trauma)